# Крескограф

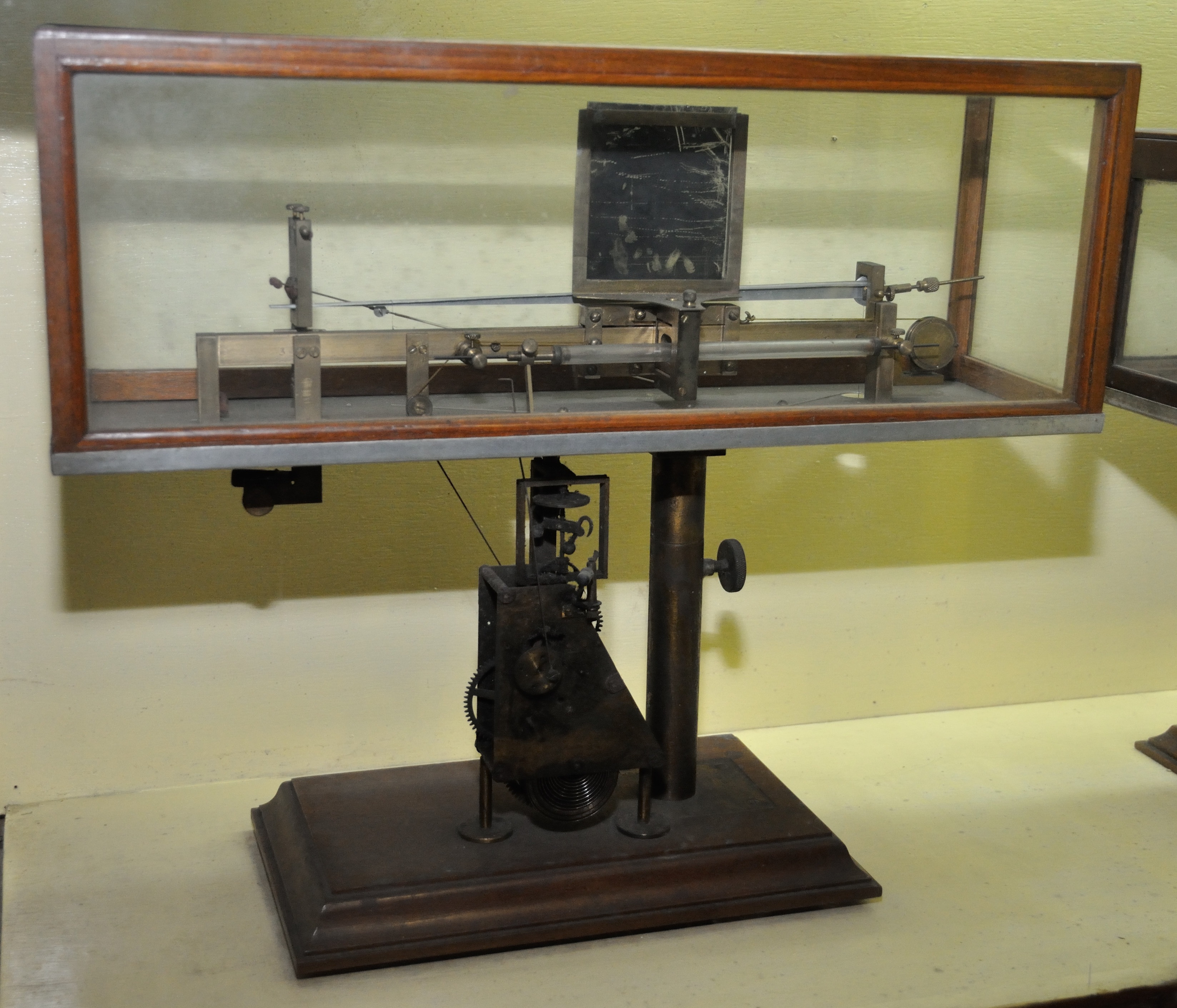
Крескограф, Институт Боса, Калькутта

Крескограф — специализированный прибор для измерения ответа растений на различные стимулы, изобретённый Джагдишем Чандрой Босом. Крескограф использует серию часовых механизмов и пластину из дымчатого стекла для записи движения верхушки растения (или его корней). Он мог записывать изменения габаритов растения с увеличением масштаба до 10 000 раз за счет использования двух разных рычагов. Один рычажок записывает со 100-кратным увеличением, а другой рычажок снимает это изображение и записывает ещё со 100-кратным увеличением. На пластине, на которой ведётся запись, делаются метки с интервалом в несколько секунд, демонстрирующие, как скорость роста меняется при различных раздражителях. Бозе экспериментировал с температурой, химическими веществами, газами и электричеством.
Детектор движения растений с электронным крескографом способен измерять до 1/1 000 000 дюйма. Однако его нормальный рабочий диапазон составляет от 1/1000 до 1/10 000 дюйма. Компонент, который фактически измеряет движение, представляет собой дифференциальный трансформатор вместе с подвижным сердечником, шарнирно закрепленным между двумя точками. Микрометр используется для регулировки и калибровки системы . Он может регистрировать рост растений, увеличивая небольшое движение в 10 000 000 раз. Эта машина очень чувствительна; Бозе набил ножки стола, на котором используется Crescograph, губками из индийской резины. Это сводило на нет любую вибрацию, которая могла бы повлиять на результаты.